# Jacqueline Toboni
Jacqueline Rose Driscoll Toboni (San Francisco, 18 de febrero de 1992) es una actriz estadounidense.

## Biografía
Toboni es la menor de cinco hijos. Se graduó en el San Ignacio College Preparatory de San Francisco en 2010 y en la Universidad de Míchigan en 2014. Además estudió en muchos programas de teatro como el Festival de Teatro de Williamstown, como aprendiz, el movimiento de Teatro Studio en Nueva York y la Real Academia de Arte dramático de Londres.

### Carrera
Jacqueline Toboni es conocida por su papel de estrella invitada de Trubel en el drama de la NBC Grimm.
En 2015 también apareció en un episodio de Major Crimes.

En 2019 ficha por "The L Word Generation Q" en el personaje de Finley.